# Светско првенство у атлетици у дворани 2012 — 1.500 метара за жене
Трка на 1.500 метара у женској конкуренцији на Светском првенству у атлетици 2012. у Истанбулу одржана је 9. и 10. марта у Атлетској арени Атакуј.

## Земље учеснице
Учествовало је 15 такмичарки из 12 земаља.
1. Албанија (1)
2. Белорусија (1)
3. Етиопија (2)
4. Мароко (2)
5. Пољска (1)
6. Румунија (1)
7. Русија (1)
8. САД (2)
9. Турска (1)
10. Украјина (1)
11. Француска (1)
12. Шпанија (1)

## Победнице
|                           |                                 |                              |
| Гензебе Дибаба · Етиопија | Марием Алаоуи Селсоули · Мароко | Асли Чакир Алптекин · Турска |

## Рекорди пре почетка Светског првенства 2012.
Стање 8. март 2012.
| Светски рекорд             | Хелена Соболева, Русија           | 3:58,28 | Москва, Русија       | 18. фебруар 2006. |
| Рекорд светских првенстава | Гелете Бурка, Етиопија            | 3:59,75 | Валенција, Шпанија   | 9. март 2008.     |
| Најбољи резултат сезоне    | Гензебе Дибаба, Етиопија          | 4:00,13 | Карлсруе, Немачка    | 12, фебруар 2012. |
| Афрички рекорд             | Гелете Бурка, Етиопија            | 3:59,75 | Валенција, Шпанија   | 9. март 2008.     |
| Азијски рекорд             | Марјам Јусуф Џамал, Бахреин       | 3:59,79 | Валенција, Шпанија   | 9. март 2008.     |
| Северноамерички рекорд     | Реџајна Џејкобс, Сједињене Државе | 3:59,98 | Бостон, САД          | 1. фебруар 2003.  |
| Јужноамерички рекорд       | Летитија Врисде, Суринам          | 4:14,05 | Будимпешта, Мађарска | 12, фебруар 1992. |
| Европски рекорд            | Хелена Соболева, Русија           | 3:58,28 | Москва, Русија       | 18. фебруар 2006. |
| Океанијски рекорд          | Сара Џејмисон, Аустралија         | 4:11,08 | Бостон, САД          | 7. фебруар 2009.  |

### Најбољи резултати у 2012. години
Десет најбољих атлетичарки године на 1.500 метара у дворани пре првенства (8. марта 2012), имале су следећи пласман.
| 1  | Гензебе Дибаба, Етиопија          | 4:00,13 | 12, фебруар |
| 2  | Марием Алаоуи Селсоули, Мароко    | 4:03,67 | 14. фебруар |
| 3  | Сихам Хилали, Мароко              | 4:04,53 | 14. фебруар |
| 4  | Тизита Богале, Етиопија           | 4:06,01 | 14. фебруар |
| 5  | Хелен Онсандо Обири, Кенија       | 4:06,25 | 12, фебруар |
| 6  | Џенифер Симпсон, Сједињене Државе | 4:07,27 | 11. фебруар |
| 7  | Meskerem Assefa, Етиопија         | 4:07,65 | 14. фебруар |
| 8  | Шенон Ровбери, Сједињене Државе   | 4:07,66 | 11. фебруар |
| 9  | Дијана Сујев, Немачка             | 4:07,72 | 22, јануар  |
| 10 | Ангелика Ћихоцка, Пољска          | 4:07,83 | 12, фебруар |

Такмичарке чија су имена подебљана учествовале су на СП 2012.

## Квалификациона норма
| дворана | отворено |
| 4:14,00 | 4:03,50  |

## Сатница
| Датум          | Време | Ниво          |
| -------------- | ----- | ------------- |
| 9. март 2012.  | 18:30 | Квалификације |
| 10. март 2012. | 18:00 | Финале        |

## Резултати

### Квалификације
У квалификацијама такмичарке су подељене у 2 групе. За пласман у полуфинале пласирале су се по 3 првопласирана из група (КВ) и 3 према постигнутом резултату (кв)..
| Плас. | Група | Атлетичар              | Земља      | Резултат | Белешка |
| ----- | ----- | ---------------------- | ---------- | -------- | ------- |
| 1     | 2     | Марием Алаоуи Селсоули | Мароко     | 4:08,56  | КВ      |
| 2     | 2     | Ен Деиба               | Француска  | 4:08,78  | КВ      |
| 3     | 2     | Тизита Богале          | Етиопија   | 4:08,91  | КВ      |
| 5     | 2     | Асли Чакир Алптекин    | Турска     | 4:09,30  | кв, НР  |
| 6     | 2     | Ангелика Ћихоцка       | Пољска     | 4:09,50  | кв      |
| 7     | 1     | Гензебе Дибаба         | Етиопија   | 4:11,17  | КВ      |
| 8     | 2     | Бренда Мартинез        | САД        | 4:11,30  |         |
| 9     | 1     | Исабел Масијас         | Шпанија    | 4:11,53  | КВ      |
| 10    | 1     | Наталија Карејва       | Белорусија | 4:11,64  | КВ      |
| 11    | 1     | Сихам Хилали           | Мароко     | 4:11,69  |         |
| 13    | 1     | Љуиза Гега             | Албанија   | 4:13,45  |         |
| 14    | 1     | Сара Вон               | САД        | 4:17,46  |         |
| 15    | 1     | Јоана Доага            | Румунија   | 4:17,50  |         |
| 12    | 1     | Анжелика Шевченко      | Украјина   | 4:12,78  | Диск.   |
| 4     | 2     | Јелена Аржакова        | Русија     | 4:09,15  | Диск.   |

### Финале
| Поз. | Атлетичар              | Земља      | Резултат | Белешка |
| ---- | ---------------------- | ---------- | -------- | ------- |
|      | Гензебе Дибаба         | Етиопија   | 4:05,78  |         |
|      | Марием Алаоуи Селсоули | Мароко     | 4:07,78  |         |
|      | Асли Чакир Алптекин    | Турска     | 4:08,74  | НР      |
| 4    | Наталија Карејва       | Белорусија | 4:10,12  |         |
| 5    | Ен Деиба               | Француска  | 4:10,30  |         |
| 6    | Тизита Богале          | Етиопија   | 4:10,98  |         |
| 8    | Ангелика Ћихоцка       | Пољска     | 4:14,57  |         |
| 9    | Исабел Масијас         | Шпанија    | 4:22,40  |         |
| 7    | Јелена Аржакова        | Русија     | 4:13,04  | Диск.   |

### Пролазна времена
| Дистанца | Такмичар       | Земља    | Време   |
| -------- | -------------- | -------- | ------- |
| 200 м    | Гензебе Дибаба | Етиопија | 36,00   |
| 400 м    | Тизита Богале  | Етиопија | 1:11,12 |
| 600 м    | Гензебе Дибаба | Етиопија | 1:43,92 |
| 800 м    | Гензебе Дибаба | Етиопија | 2:16,59 |
| 1.000 м  | Гензебе Дибаба | Етиопија | 2:48,38 |
| 1.200 м  | Гензебе Дибаба | Етиопија | 3:19,34 |
| 1.400 м  | Гензебе Дибаба | Етиопија | 3:49,87 |